# Bjarni Sigurðsson
Bjarni Sigurðsson (født 16. oktober 1960) er en islandsk tidligere fodboldspiller (målmand), der spillede 38 kampe for det islandske landshold.
På klubplan spillede Sigurðsson for blandt andet ÍA og Valur i hjemlandet, samt for SK Brann i Norge.
Sigurðsson blev to gange, i 1984 og 1990, kåret til Årets fodboldspiller i Island.